# Ciclo de vida de los desechos en la industria

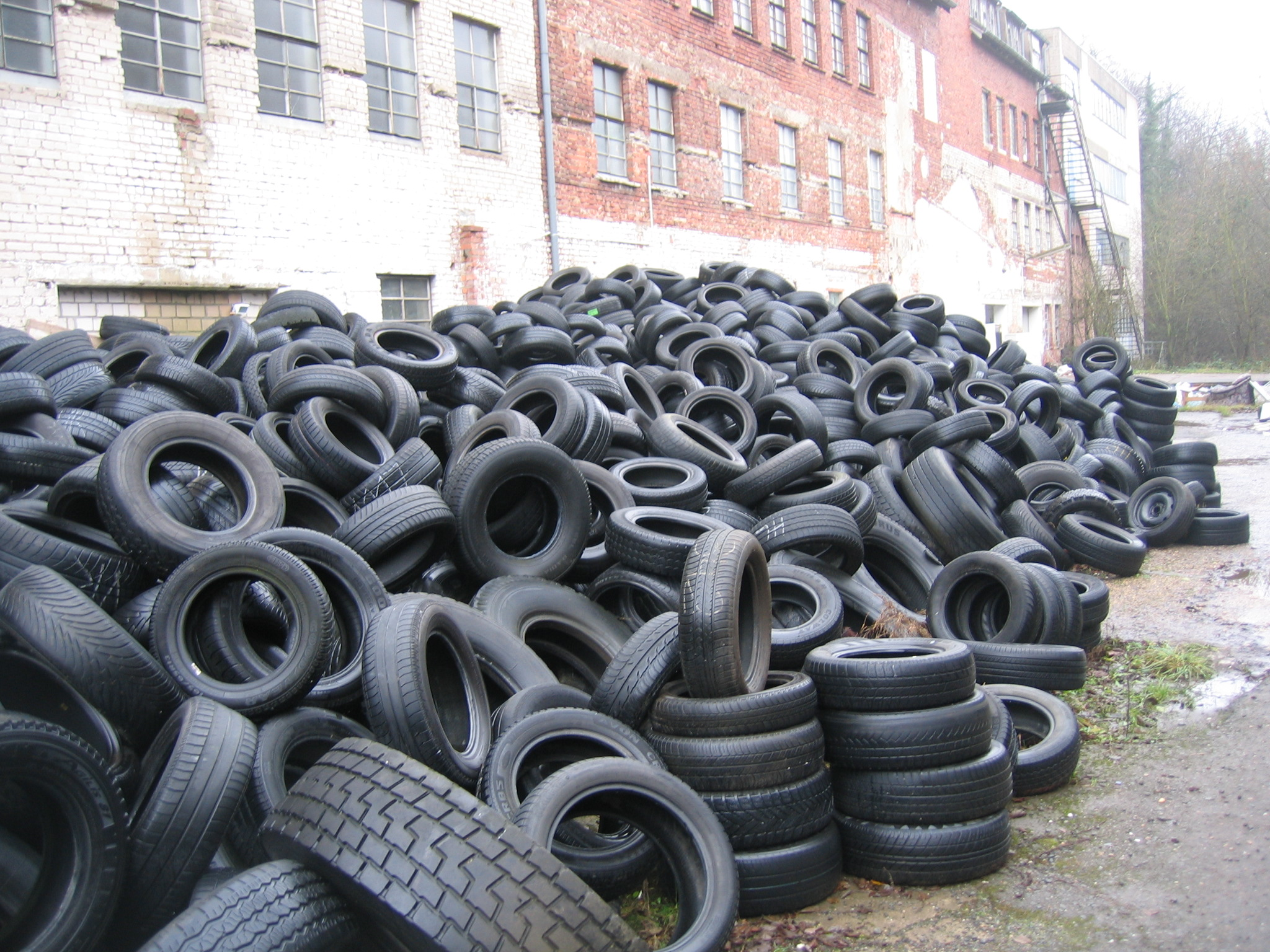
Los neumáticos son un ejemplo de productos sujetos a la responsabilidad ampliada del productor en muchos países industrializados.

En el ámbito de la gestión de residuos, el del ciclo de vida de los desechos en la industria  o responsabilidad ampliada del productor (RAP) (en inglés Extended Producer Responsibility, EPR) es una estrategia diseñada para promover la integración de los costos ambientales asociados a los bienes a lo largo de su ciclo de vida en el precio de mercado de los productos. La legislación sobre la responsabilidad de los productores es una fuerza motriz detrás de las iniciativas de remanufactura: «Se centra en el tratamiento de final de uso de los productos de consumo y tiene como objetivo principal aumentar la cantidad y el grado de recuperación del producto y minimizar el impacto ambiental de los materiales de desecho»
El concepto fue introducido por primera vez formalmente en Suecia por Thomas Lindhqvist en un informe de 1990 al Ministerio sueco del Medio Ambiente. En los informes futuros preparados para el Ministerio, surgió la siguiente definición: «[RAP] es una estrategia de protección del medio ambiente para alcanzar un objetivo de disminuir el impacto ambiental total de un producto, haciendo que el fabricante del producto sea responsable de toda la vida útil, ciclo del producto y especialmente para la recolección, el reciclado y la eliminación final.»

## Definición
La RAP se basa en el principio de que debido a que los productores (por lo general los propietarios de marcas) tienen el mayor control sobre el diseño del producto y la comercialización y estas mismas empresas tienen la mayor capacidad y responsabilidad para reducir la toxicidad y los residuos. La RAP utiliza incentivos financieros para alentar a los fabricantes a diseñar productos respetuosos con el medio ambiente, responsabilizando a los productores de los costos de manejo de sus productos al final de su vida útil. Este enfoque político, que difiere de la administración del producto, que comparte la responsabilidad en toda la cadena de custodia de un producto, intenta liberar a los gobiernos locales de los costos de manejo de ciertos productos prioritarios al exigir a los fabricantes estandarizar el costo del reciclaje dentro del precio del producto.
La RAP puede tomar la forma de un programa de reutilización, recompra o reciclaje. El productor también puede optar por delegar esta responsabilidad a un tercero, la denominada organización de responsabilidad del productor (Sus siglas en inglés PRO), que es pagada por el productor por la gestión de productos usados. De esta manera, la RAP transfiere la responsabilidad de la gestión de residuos del gobierno a la industria privada, obligando a los productores, importadores y/o vendedores a estandarizar los costos de gestión de residuos en los precios de sus productos y garantizar el manejo seguro de sus productos.
Un buen ejemplo para las organizaciones de responsabilidad de los productores son las organizaciones miembros de PRO EUROPE. PRO EUROPE s.p.r.l. (Packaging Recovery Organization Europe), fundada en 1995; es la organización paraguas para los sistemas europeos de recuperación y reciclado de residuos de envases. Las organizaciones de gestión de productos como PRO EUROPE están destinadas a liberar a las empresas industriales y comerciales de su obligación individual de recuperar productos usados a través de la operación de una organización que cumple estas obligaciones a nivel nacional en nombre de sus compañías miembros. El objetivo es garantizar la recuperación y el reciclado de los residuos de envases de la manera más económica y ecológicamente correcta. En muchos países, esto se hace a través de la marca Punto Verde (símbolo) de la que PRO EUROPE es el licenciante general. El «punto verde» se ha convertido en un concepto probado en muchos países como la implementación de la responsabilidad de los productores. En veinticinco países, las empresas utilizan ahora el «punto verde» como símbolo financiero para la organización de la recuperación, clasificación y reciclaje de envases de venta.

## Recuperación
En respuesta a todo el creciente problema de los residuos excesivos, varios países adoptaron políticas de gestión de residuos en las que los fabricantes eran responsables de recuperar sus productos de los usuarios al final de la vida útil de los productos o financiar parcialmente una infraestructura de recolección y reciclaje. Estas políticas fueron adoptadas debido a la falta de infraestructura de recolección para ciertos productos que contienen materiales peligrosos, o debido a los altos costos para los gobiernos locales de proveer tales servicios de recolección. Por lo tanto, los principales objetivos de estas leyes de readmisión son asociarse con el sector privado para garantizar que todos los desechos se gestionen de una manera que proteja la salud pública y el medio ambiente. Los objetivos de las leyes de readmisión son
1. Alentar a las empresas a diseñar productos para su reutilización, reciclaje y reducción de materiales contaminantes;
2. Corregir las señales del mercado al consumidor mediante la incorporación de los costos de gestión de residuos en el precio del producto;
3. Promover la innovación en la tecnología del reciclaje[8]

Los programas de recuperación ayudan a promover estos objetivos creando incentivos para que las empresas rediseñen sus productos para minimizar los costos de manejo de desechos, diseñando sus productos para contener materiales más seguros (por lo que no es necesario manejarlos por separado) o diseñar productos más fáciles de reciclar y reutilización (para que el reciclaje se vuelva más rentable). La primera actividad de recuperación comenzó en Europa, donde las iniciativas de recuperación patrocinadas por el gobierno surgieron de las preocupaciones sobre el escaso espacio de vertedero y las sustancias potencialmente peligrosas en las partes componentes. La Unión Europea adoptó una directiva sobre Waste Electrical and Electronic Equipment (WEEE). El objetivo de esta directiva es evitar la producción de residuos electrónicos y también fomentar la reutilización y el reciclado de dichos residuos. La directiva obliga a los Estados miembros a fomentar los métodos de diseño y producción que tengan en cuenta el futuro desmantelamiento y recuperación de sus productos. Estos programas de recuperación se han adoptado ahora en casi todos los países de la OCDE. En los Estados Unidos, la mayoría de estas políticas se han implementado a nivel estatal, debido al estancamiento político a nivel federal.

## Bolsas de plástico
Ejemplo de Estados Unidos: 
El reciclaje, la prohibición y la imposición de impuestos no reducen adecuadamente la contaminación causada por las bolsas de plástico. Una alternativa a estas políticas sería aumentar la responsabilidad ampliada del productor (RAP). En Estados Unidos, bajo la presidencia de Clinton, el Consejo Presidencial para el Desarrollo Sostenible sugirió a la RAP para dirigir diferentes participantes en el ciclo de la vida de un producto. Sin embargo, esto puede hacer que el producto sea más caro ya que el costo debe tenerse en cuenta antes de ser puesto en el mercado, por lo que no se utiliza ampliamente en los Estados Unidos actualmente. En cambio, existe la prohibición o la imposición de impuestos por el uso de las bolsas de plástico que pone la responsabilidad sobre los consumidores. En los Estados Unidos, la RAP no ha sido obligatoria sino en forma voluntaria. Lo que se ha recomendado es un programa integral que combine impuestos, responsabilidad del productor y reciclaje para combatir la contaminación.

## Electrónicos
Muchos gobiernos y empresas han adoptado la responsabilidad ampliada del productor para ayudar a resolver el creciente problema de la electrónica; desechos de electrónicos ya utilizados contienen materiales que no se pueden tirar con seguridad con basura doméstica normal. En 2007, según la Agencia de Protección Ambiental, la gente tira 2,5 millones de toneladas de teléfonos celulares, televisores, computadoras e impresoras. Muchos gobiernos se han asociado con corporaciones para crear la infraestructura de recolección y reciclaje necesaria. Algunos sostienen que las leyes de Responsabilidad Ampliada del Productor, apoyadas por el fabricante y los fabricantes locales, dan a los fabricantes una mayor responsabilidad por la reutilización, el reciclaje y la eliminación de sus propios productos.
Los tipos de productos químicos que se encuentran en los desechos electrónicos que son particularmente peligrosos para la salud humana y el medio ambiente son el plomo, el mercurio, los retardantes de llama bromados y el cadmio. El plomo se encuentra en las pantallas de teléfonos, televisores y monitores de computadoras y puede dañar los riñones, los nervios, la sangre, los huesos, los órganos reproductores y los músculos. El mercurio se encuentra en los focos de los televisores de pantalla plana, pantallas de portátiles y bombillas fluorescentes, y puede causar daño a los riñones y al sistema nervioso. Los retardadores de llama bromados se encuentran en los cables y los casos de plástico pueden causar cáncer, alteración de la función hepática y daño a los nervios. El cadmio se encuentra en las baterías recargables y puede causar daño renal y cáncer. Los países más pobres son vertederos de residuos electrónicos de los Estados Unidos, ya que muchos gobiernos aceptan dinero para disponer de estos residuos en sus tierras. Este vertimiento de residuos electrónicos provoca mayores riesgos para la salud de las personas en estos países, especialmente aquellos que trabajan o viven cerca de estos vertederos.
En Estados Unidos, veinticinco estados han implementado leyes que requieren el reciclaje de desechos electrónicos. De esos veinticinco estados, veintitrés han incorporado alguna forma de responsabilidad que tiene el productor e el ciclo de vida de los productos en sus leyes. Según el análisis realizado por el Product Stewardship Institute, algunos estados no han promulgado leyes de RAP debido a la falta de infraestructura de reciclaje y fondos para la eliminación adecuada de residuos electrónicos. En contraste, según un estudio de la legislación RAP hecha por la Coalición de Recuperación de Electrónica, los estados que han visto éxito en sus programas de reciclaje de residuos electrónicos lo han hecho porque han desarrollado una conveniente infraestructura de desechos electrónicos o los gobiernos estatales han establecido metas a satisfacer para los fabricantes. Esencialmente, estos programas de RAP han incluido algunos factores para aumentar la recolección de residuos electrónicos y es por eso que estos estados han visto un mayor impacto en la eliminación adecuada de residuos electrónicos que otros. Además, los defensores de la RAP argumentan que la inclusión de altas expectativas de rendimiento en las leyes y garantizar que estas son solamente requisitos mínimos, contribuyen a que las leyes sean exitosas. De esta manera, los fabricantes pueden ser incentivados para recolectar más y eliminar los desechos electrónicos de manera más adecuada. Por último, cuanto mayor sea el alcance de los productos que se pueden recoger, más residuos electrónicos se eliminarán de forma adecuada.
También se han aprobado leyes similares en otras partes del mundo. La Unión Europea ha adoptado medidas para luchar contra la cuestión de la gestión de los residuos electrónicos. Ellos han restringido el uso de sustancias nocivas en los países miembros y han hecho ilegal la exportación de residuos. Las leyes chinas sobre residuos electrónicos son similares a las de la UE, pero se centran en prohibir la importación de residuos electrónicos. Esto ha demostrado ser difícil, sin embargo, porque el contrabando ilegal de desechos todavía ocurre en el país. Con el fin de eliminar los desechos electrónicos en China hoy en día, se requiere una licencia y las plantas son responsables del tratamiento de la contaminación.

### Ventajas
Cuando los productores se enfrentan a una carga financiera o física de reciclar sus productos electrónicos después del uso, pueden ser incentivados a diseñar productos electrónicos más sostenibles, menos tóxicos y fácilmente reciclables. El uso de menos materiales y el diseño de productos para durar más tiempo puede reducir directamente los costos de fin de vida de los productos. Así, a menudo se cita la responsabilidad ampliada del productor como una forma de combatir la obsolescencia planificada, ya que alienta financieramente a los fabricantes a diseñar para el reciclaje y hacer que los productos duren más tiempo.

### Desventajas
Algunas personas tienen preocupaciones acerca de los programas de responsabilidad ampliada del productor para la electrónica compleja que puede ser difícil de reciclar con seguridad, como las baterías de polímero de iones de litio. Otros se preocupan de que tales leyes podrían aumentar el costo de la electrónica porque los productores estarían agregando los costos de reciclaje en el precio inicial. Cuando las empresas están obligadas a transportar sus productos a una instalación de reciclaje, puede ser costoso si el producto contiene materiales peligrosos y no tiene un valor de chatarra, como con televisores CRT, que pueden contener hasta 5 libras de plomo. Organizaciones e investigadores en contra de la RAP afirman que el mandato ralentizaría la innovación técnica e impediría el proceso tecnológico. Otros críticos están preocupados por el hecho de que los fabricantes puedan usar programas de devolución para sacar a la electrónica de segunda mano del mercado de reutilización, desmenuzando en lugar de reutilizar o reparar las mercancías que vienen a reciclar. Además, otro argumento en contra de la RAP es que las políticas de RAP no están acelerando los diseños respetuosos con el medio ambiente porque los fabricantes ya están comenzando a reducir el uso de materiales por unidad de producción, reduciendo el uso de energía en la fabricación y entrega de cada producto y mejorando el desempeño ambiental.  La Fundación Reason sostiene que la RAP no es clara en la forma en que se establecen los honorarios para los procesos de reciclaje en particular. Las tarifas se establecen para ayudar a incentivar el reciclaje, pero que puede disuadir el uso de la fabricación con mejores materiales para los diferentes productos electrónicos. No hay tarifas fijadas para ciertos materiales así que la confusión ocurre cuando las compañías no saben qué características de diseño incluir en sus dispositivos.

## Implementación
La RAP ha sido implementado en muchas formas, que pueden clasificarse en tres grandes enfoques:
- Obligatorio
- Negociado
- Voluntario

Es quizás debido a la tendencia de la política económica en las economías impulsadas por el mercado a no interferir con las preferencias de los consumidores de que la representación centrada en el productor es la forma dominante de ver los impactos ambientales de la producción industrial, los impactos se presentan casi siempre como atributos de las industrias (asignación «en el sitio» o «directa») y no como atributos de las cadenas de suministro de los productos para los consumidores. En una escala más pequeña, la mayoría de los esquemas existentes para la presentación de informes de sostenibilidad corporativa incluyen solamente los impactos que surgen de las operaciones controladas por la compañía informante y no los impactos de la cadena de suministro Según esta visión mundial, «los impactos [ambientales] [...] se asignan a sus productores inmediatos. El entorno institucional y las diferentes esferas de influencia de los actores no se reflejan.»
Por otra parte, varios estudios han resaltado que el consumo final y la riqueza, especialmente en el mundo industrializado, son los principales impulsores del nivel y el crecimiento de la presión ambiental. Aunque estos estudios constituyen un claro incentivo para complementar la política medioambiental enfocada en los productores con cierta consideración por los aspectos relacionados con el consumo, las medidas del lado de la demanda para los problemas ambientales rara vez se explotan.
El nexo creado por las diferentes opiniones sobre los impactos causados por la producción industrial es ejemplificado por varias contribuciones a la discusión sobre la responsabilidad del productor o del consumidor por las emisiones de gases de efecto invernadero. Los datos sobre emisiones se notifican al IPCC como contribuciones de las industrias productoras localizadas en un país en particular, y no como encarnaciones en productos consumidos por una población determinada, independientemente del origen productivo. Sin embargo, especialmente en el caso de las economías abiertas, el hecho de tener en cuenta los gases de efecto invernadero contenidos en los productos de comercio internacional puede tener una influencia considerable en los balances nacionales de gases de efecto invernadero. Asumiendo la responsabilidad del consumidor, las exportaciones tienen que ser restas, y las importaciones añadidas a los inventarios nacionales de gases de efecto invernadero. En Dinamarca, por ejemplo, Munksgaard y Pedersen (2001) informan de que una cantidad significativa de energía y otros productos que consumen mucha energía se comercializan a través de las fronteras danesas y que entre 1966 y 1994 la balanza comercial exterior de Dinamarca en términos de CO2 se desarrolló a partir de 7 Mt de déficit hasta un superávit de 7 Mt, en comparación con las emisiones totales de aproximadamente 60 Mt. En particular, la electricidad comercializada entre Noruega, Suecia y Dinamarca está sujeta a grandes fluctuaciones anuales debido a las diversas precipitaciones en Noruega y Suecia. En los años húmedos, Dinamarca importa electricidad hidroeléctrica mientras que la electricidad procedente de centrales eléctricas a carbón se exporta en años secos. El inventario oficial de emisiones de Dinamarca incluye una corrección para el comercio de electricidad y, por lo tanto, aplica el principio de responsabilidad del consumidor.
Del mismo modo, a nivel de empresa, «al adoptar el concepto de ecoeficiencia y el alcance de un sistema de gestión ambiental establecido por ejemplo en ISO 14001, no basta con informar sobre las emisiones de dióxido de carbono limitadas a las fronteras judiciales de la empresa.» «Las empresas deben reconocer su responsabilidad más amplia y gestionar todo el ciclo de vida de sus productos ... Insistir en los altos estándares medioambientales de los proveedores y asegurar que las materias primas se extraen o se producen de una manera ambientalmente consciente ofrece un comienzo». Una perspectiva de ciclo de vida también se toma en los marcos de responsabilidad ampliada del productor: «Los productores de materiales deben tener un grado significativo de responsabilidad (física y / o financiera) no solo por los impactos ambientales de sus productos de actividades descendentes del tratamiento y eliminación de su producto, sino también por sus actividades ascendentes inherentes a la selección de materia prima y al diseño de los productos». «El mayor impulso para la RAP provino de los países del norte de Europa a finales de los años 80 y principios de los 90, ya que se enfrentaban a una grave escasez de vertederos. [... Como resultado,] RAP generalmente se aplica a los residuos post-consumo que aumentan las demandas físicas y financieras sobre gestión de residuos municipales.»
La RAP raramente se ha cuantificado consistentemente. Por otra parte, la aplicación de la evaluación convencional del ciclo de vida y la asignación de impactos ambientales a los productores y consumidores pueden conducir a un doble recuento. Usando el análisis input-output, los investigadores han intentado durante décadas explicar tanto a los productores como a los consumidores en una economía de manera consistente. Gallego y Lenzen demuestran y discuten un método consistente de delinear las cadenas de suministro de los productores, en responsabilidades mutuamente exclusivas y colectivamente exhaustivas que deben ser compartidas por todos los agentes de una economía. Su método es un enfoque para asignar la responsabilidad a través de los agentes en un sistema circular completamente interconectado. Los impactos ambientales ascendentes y descendentes se comparten entre todos los agentes de una cadena de suministro: productores y consumidores.

## Ejemplos
Auto Recycling Nederland (ARN) es una Organización de Responsabilidad de los Productores (PRO) que organiza el reciclaje de vehículos en los Países Bajos. Una tarifa de reciclaje avanzada se carga a los que compran un vehículo nuevo y se utiliza para financiar el reciclaje de él al final de su vida útil. El PRO fue creado para satisfacer la Directiva de Vehículos de Final de Vida de la Unión Europea.
La Asociación Suiza para la Información, Comunicación y Tecnología Organizacional (SWICO), una organización de la industria de las TIC, se convirtió en un PRO para abordar el problema de los residuos electrónicos.

## Resultados de la RAP
En Alemania, desde la adopción de la RAP, entre 1991 y 1998, el consumo per cápita de envases se redujo de 94,7 kg a 82 kg, lo que se tradujo en una reducción del 13,4%. Además, debido a la influencia de Alemania en la RAP, la Comisión Europea desarrolló una directiva sobre residuos para todos los Estados miembros (Hanisch 2000). Un objetivo importante era que todos los estados miembros reciclaran el 25% de todo el material de empaque y han logrado la meta.
En los Estados Unidos, la RAP está ganando popularidad con 40 leyes de este tipo promulgadas desde 2008. Sólo en 2010, 38 proyectos de ley de RAPse introdujeron en las legislaturas estatales en los Estados Unidos y 12 se convirtieron en ley. Sin embargo, estas leyes son solamente a nivel estatal, ya que no hay leyes federales para la RAP. Hasta ahora, sólo un puñado de estados han impuesto cinco a seis leyes de RAP, así como 32 estados que tienen por lo menos una ley de RAP.

## Otras lecturas
- Ogushi, Yasuhiko; Milind Kandlikar (2007). «Assessing Extended Producer Responsibility Laws in Japan». Environmental Science & Technology 41 (13): 4502-4508. ISSN 0013-936X. doi:10.1021/es072561x.
- Fishbein, Bette; Ehrenfeld, John; Young, John (junio de 2000). Extended Producer Responsibility: A Materials Policy for the 21st Century. ISBN 0-918780-73-X. Archivado desde el original el 3 de mayo de 2013. Consultado el 9 de marzo de 2017.
- Lenzen, M; J Murray; F Sack; T Wiedmann (2007). «Shared producer and consumer responsibility — Theory and practice». Ecological Economics 61 (1): 27-42. ISSN 0921-8009. doi:10.1016/j.ecolecon.2006.05.018.
- SAIC, Evaluation of Extended Producer Responsibility for Consumer Packaging Archivado el 8 de agosto de 2016 en Wayback Machine., published by the Grocery Manufacturers Association (US), September 2012.
- Sheehan, Bill; Spiegelman, Helen, Extended producer responsibility policies in the United States and Canada: history and status. in Scheer, Dirk; Frieder Rubik (2006). Governance of integrated product policy: in search of sustainable production and consumption. Greenleaf Publishing. ISBN 9781874719328.